# Juan Antonio Deusto
Juan Antonio Deusto Olagorta (Bilbao, Vizcaya, 8 de enero de 1946 - Ibidem, 21 de julio de 2011) fue un futbolista español que jugaba de portero.

## Biografía
Jugó desde joven en las categorías inferiores del Athletic Club. En 1964 formó parte del primer Bilbao Athletic de la historia, compartiendo el puesto de guardameta con Juanjo Santamaría. Debutó en Primera División, el 19 de septiembre de 1965, en el partido Athletic Club 1-0 Valencia CF. Debido a que coincidió en el club con José Ángel Iribar, apenas pudo jugar trece partidos oficiales en cinco temporadas.
En 1970 fichó por el Club Deportivo Málaga, club en el que pasó sus mejores años llegando a lograr el Trofeo Zamora, en la temporada 1971-72, al encajar 23 goles en 28 partidos. Disputó 143 partidos en Primera División con el CD Málaga.
En 1975, el descenso del CD Málaga a Segunda División provocó su salida al Hércules CF, donde jugó cuatro temporadas y un total de 72 partidos antes de retirarse de los terrenos de juego.
En total jugó 223 partidos en la Primera división española.

### Selección nacional
Fue internacional con la selección de fútbol de España en una ocasión. Su debut como jugador de la selección española fue, el 24 de noviembre de 1973, en el partido Alemania 2-1 España. También fue convocado en diversas ocasiones, entre febrero de 1973 y noviembre de 1975, sin llegar a jugar.

## Clubes
| Club            | País   | Temporadas |
| --------------- | ------ | ---------- |
| Bilbao Athletic | España | 1964-1965  |
| Athletic Club   | España | 1965-1970  |
| CD Málaga       | España | 1970-1975  |
| Hércules CF     | España | 1975-1979  |

## Palmarés

### Campeonatos nacionales
| Título                | Club          | País   | Año  |
| --------------------- | ------------- | ------ | ---- |
| Copa del Generalísimo | Athletic Club | España | 1969 |

### Distinciones individuales
| Distinción    | Año  |
| ------------- | ---- |
| Trofeo Zamora | 1972 |